# En llamas
En llamas (título original en inglés: Catching Fire), es el segundo libro de la trilogía de Los juegos del hambre escrita por la autora estadounidense Suzanne Collins. Salió a la venta en septiembre de 2009 en Estados Unidos y hasta enero de 2010 fue distribuido en español. Continúa la historia de Katniss Everdeen y el país ficticio y futurista de Panem. Tras los acontecimientos de la novela anterior, una rebelión contra la opresión del Capitolio ha comenzado, y Katniss y Peeta compañeros tributos se ven obligados a regresar a la arena en una edición especial de Los Juegos del Hambre, llamada Vasallaje de los Veinticinco.
El libro fue puesto a la venta el 1 de septiembre de 2009, y fue lanzado más tarde en libro electrónico y en formato de audiolibro. Los temas principales incluyen la supervivencia, el control del gobierno, la rebelión y la interdependencia frente a la independencia. En llamas ha recibido críticas positivas. Ha sido elogiada la prosa, el final, y como Katniss se hizo más sofisticada. El tercer libro de la serie, Sinsajo, fue lanzado el 24 de agosto de 2010. Ha vendido más de 19 millones de copias solo en los Estados Unidos.

## Sinopsis

### Escenario
En llamas tiene lugar en un país ficticio llamado Panem, que se encuentra en lo que fue América del Norte. El Capitolio, la principal ciudad y sede del gobierno, se encuentra en algún lugar de las Montañas Rocosas. El distrito 12, de donde es Katniss, se encuentra en la región rica en carbón Apalaches. Hay un total de 12 distritos, pero hubo una vez un 13, que fue destruido en una rebelión contra el Capitolio. Los Juegos del Hambre se llevan a cabo anualmente en un escenario especialmente construido para el evento en un lugar no identificado.

### Trama
Contra todo pronóstico, Katniss Everdeen ha ganado los Juegos del Hambre anuales junto con el otro tributo de su distrito, Peeta Mellark. Pero fue una victoria conseguida mediante el desafío al Capitolio y a sus crueles reglas. Katniss y Peeta deberían estar contentos. Después de todo, acaban de conseguir para ellos y sus familias una vida de seguridad y abundancia. Pero hay rumores de rebelión, y Katniss y Peeta, para su horror, son la cara de esa rebelión. El Capitolio está furioso y quiere venganza. 
Durante su "Tour de la Victoria", son testigos de que los distritos empiezan a rebelarse. El Distrito 8 se defiende de los agentes de la paz, así como el 11, en el que se inicia una revuelta después de que Katniss recuerde a Rue y a Thresh, los tributos del Distrito 11 asesinados en los anteriores juegos. El Capitolio aumenta la seguridad en todos los distritos, electrificando la cerca de la Veta, cambiando al nuevo jefe de paz en el Distrito 12 por alguien mucho más cruel y sanguinario. Gale es encontrado vendiendo el pavo que había cazado y es torturado en público, siendo azotado en la plaza. Darius, un agente de paz que siempre ha vivido en la Veta, intenta parar al nuevo agente pero éste le da un golpe.
Pasan los días y el antiguo jefe y Darius desaparecen del Distrito 12. Entre tanto, Katniss se encuentra con dos mujeres, Bonnie y Twill, que han conseguido huir del Distrito 8 que estaba en guerra contra el Capitolio, y que están convencidas de que el Distrito 13 todavía existe, y que está habitado por rebeldes. Katniss informa de esto a Haymitch Abernathy, pero este le dice que no es más que una leyenda. Mientras, los nuevos Juegos, donde este año Katniss será la mentora, anuncian que serán especiales, pues celebran el Vasallaje de los 25 (ya que cada 25 años hacen unos Juegos especiales). Y este año los tributos que jugarán en la arena serán antiguos vencedores. Entonces Katniss sabe que ella deberá volver a los Juegos, porque es la única vencedora del Distrito 12. El hombre elegido es Haymitch, pero Peeta se presenta voluntario.
Al volver al Capitolio como tributo de nuevo, sus estilistas están muy tristes, porque se habían encariñado. Una vez allí Katniss descubre que Darius ha sido convertido en un avox (un esclavo cuya lengua ha sido cortada). Durante el segmento de entrevistas, Peeta miente diciendo que Katniss está embarazada y como los antiguos planes de boda habían quedado atrás por el hecho de que ambos tienen que volver a la arena, ellos en una ceremonia ficticia en el Distrito 12, con pan y estando los 2 presentes se casaron.
Cinna le prepara los vestidos pero el presidente del Capitolio quiere que vaya con el vestido de novia, así que este le hace unos retoques. Durante la entrevista, el vestido se enciende y deja ver otro vestido debajo, de plumas negras y alas blancas, como el sinsajo. Ese ahora es el símbolo de la revolución y a Cinna, mientras Katniss entra en la plataforma para entrar a Los Juegos, es golpeado por agentes de la paz, muriendo 
Durante los juegos, que esta vez es una isla donde suceden cosas extrañas y tiene forma de reloj, en la que dependiendo de la zona y de la hora, suceden catástrofes o peligros diferentes, desde niebla venenosa, hasta unos pájaros que imitan las voces de sus seres queridos (charlajos), pasando por olas gigantes y bestias sanguinarias. Katniss sale malherida ya que Johanna le hizo una herida con un cuchillo para desactivar su rastreador. Entonces se entera de que había un plan para huir de la arena e ir al Distrito 13, que realmente existe pero ella lo desconocía. Peeta no tiene la misma suerte y es capturado por el Capitolio, al igual que Johanna y Enobaria (dos tributos de diferentes distritos). Entonces, al final del libro, recibe una visita de Gale. Éste le comunica que su familia está a salvo, pero el Distrito 12 ha sido bombardeado y destruido.

## Personajes
- Katniss Everdeen: Katniss es la protagonista, después de ganar los "Septuagésimo cuartos Juegos del hambre". Ella se convirtió en vencedora, puesto que, cada año iría a los juegos como mentora. El capitolio le pone una dura prueba donde sola no podrá sobrevivir y tendrá que buscar aliados que la ayudaran a seguir con vida en el tercer vasallaje de los 25. Ya que competirá con tributos vencedores de otras ediciones de los juegos, todo será diferente porque es un vasallaje, el capitolio no ha escatimado en gastos, un nuevo centro de entrenamiento, habitaciones y por supuesto una arena muy especial pero este año se enfrentarán a otros vencedores, los favoritos del capitolio, audaces, astutos, hábiles y todos se conocen, Katniss y Peeta son los de afuera. Teniendo como aliados a Finnick Odair y Mags (Distrito 4), Johana Mason ( distrito 7), Beetee y  Wiress ( Distrito 3).

## Publicación del libro
En llamas tenía una versión de tapa dura preliminar del 8 de septiembre de 2009, que se adelantó al 1 de septiembre de 2009 en respuesta a las peticiones de los minoristas para mover la liberación antes del Labor Day y el comienzo de las clase para muchos lectores. Fue también publicado como un audiolibro en el mismo día. Las versiones preliminares de lectura estaban disponibles en BookExpo America en Nueva York, Y se enviaron a algunas librerías, y se ofrecen como premio en Scholastic "¿Cómo sobreviviría?", escribir concurso en mayo de 2009. Una versión eBook también fue publicado el 3 de junio de 2010. En llamas tuvo un tiraje inicial de 350.000 ejemplares. El libro tiene más de 750.000 copias vendidas.

## Temas
Uno de los temas principales del libro es la supervivencia.
Otro tema principal es la interdependencia frente a la independencia. Como un crítico señaló: "En el segundo libro de los juegos del hambre, Katniss y Peeta son definitivamente más interdependientes. Ambos se están ayudando uno a otro para sobrevivir. Ellos quieren que el otro sobreviva más que ellos mismos". El lector pasa a comentar cómo este hecho aumenta las posibilidades de que cada personaje muera.
El control gubernamental es otro tema importante a lo largo del libro y la serie. Después de dominar la rebelión en primer lugar, el Capitolio establece las reglas con el fin de restringir y controlar la vida de los ciudadanos. Los ejemplos incluyen, "Los Juegos del Hambre 75ª" que tiene nuevas normas que hacen que Katniss y Peeta a estar en peligro una vez más. Más el "manten la paz" se coloca en los distritos para sofocar cualquier esperanza que los ciudadanos empezaron a tener luego de los últimos Juegos del Hambre. Otros temas en el libro incluyen la moral, la obediencia, el sacrificio, la redención, el amor y la ley.

## Recepción
En llamas recibió críticas positivas de los críticos, principalmente. Publishers Weekly escribió: "Si para esta segunda pasa demasiado tiempo para volver a tapar los eventos del primer libro, no decepciona cuando llenas a los lectores de escenas de acción y de alta tensión que los lectores han llegado a esperar". Booklist comentó que: "sin adornos en prosa ofrece una ventana abierta a la estimulación perfecta y la construcción del mundo electrizante ". Un análisis de The New York Times también dio una crítica positiva: "la escritora, Collins ha hecho una cosa rara. Ha escrito una secuela que mejora el primer libro. Como lector, me sentí emocionado y hasta con esperanza: ¿podría ser que esta serie y sus personajes en realidad estaban yendo a alguna parte?" y también elogió cómo Katniss se volvió más sofisticada en el libro. The Plain Dealer escribió: "La última frase de En llamas dejará a los lectores jadeantes. Por no hablar de preparados para la tercera parte".
Sin embargo, no todas las críticas eran positivas. La misma revisión de The Plain Dealer se molestó por la forma en que, "después de 150 páginas de trama romántica, yo estaba tocando mi pie para seguir adelante". Una revisión de la revista Entertainment Weekly llamó al libro más débil que el primero y escribió: "Katniss finge con su carácter dulce estar enamorada de su compañero de equipo en los Juegos, Peeta Mellark, pero secretamente suspira por Gale, un amigo de la infancia. Salvo - ¿por qué?. Hay poca diferencia entre los dos chicos finamente imaginarias, aparte del hecho de que Peeta tiene un nombre extraño. Collins evoca nada de la energía erótica que hace Crepúsculo, por ejemplo, por lo que es espeluznantemente atractiva ".
Además, la revista Time nombró a En llamas el mejor cuarto libro de ficción de 2009, mientras que la revista People lo calificó como el mejor libro de 2009. También ganó el premio Best Book de Publishers Weekly de 2009.

## Adaptación
Lionsgate estrenó la adaptación cinematográfica de En llamas el 22 de noviembre de 2013, como una secuela de la adaptación cinematográfica de Los juegos del hambre (estrenada el 23 de marzo de 2012).